# Graphiste
Un graphiste est un professionnel de la communication qui conçoit des solutions de communication visuelle. Il travaille sur le sens des messages à l'aide des formes graphiques qu'il utilise sur tout type de supports. Le graphiste est alors un médiateur qui agit sur les conditions de réception et d’appropriation des informations et des savoirs qu’il met en forme.
Ses connaissances reposent sur la typographie, l'usage des signes et des images, l'art de la mise en page. Le graphiste peut s'exprimer dans le domaine de l'imprimé (édition, affichage), de l'interactivité (web, multimédia), de l'illustration ou de l'animation graphique (motion design).
L'appellation « designer graphique » désigne un graphiste qui conçoit à dessein et en ayant défini des objectifs de résultat avec son commanditaire. Le terme « graphiste », désigne un professionnel de l'image et de la mise en page qui produit des visuels sans forcément tenir compte de l'ergonomie de son interface pour l'utilisateur. Le terme "graphiste publicitaire" désigne un professionnel de l'image qui assemble des créations dont il n'est pas l'auteur (logotype, photos, typographies) afin de créer un visuel publicitaire.
Le graphisme comporte d’autres métiers spécialisés :
- L'infographiste est un graphiste spécialisé dans la création d'images numériques (infographie) ;
- Le maquettiste est un graphiste spécialisé dans la mise en page, sur ordinateur (tablette graphique), des titres, textes et illustrations.

## Histoire
L’appellation de « graphiste » n'existe que depuis le milieu du XXe siècle. Auparavant, les publicitaires et leurs agents utilisaient les services de « dessinateurs publicitaires ». Ces spécialistes étaient avant tout des artistes visuels ; les typographes étaient chargés de la mise en page et de la composition du texte, les illustrateurs produisaient aussi bien des diagrammes rigoureux que les esquisses des plus rapides ; il y avait également les retoucheurs, les calligraphes et ceux chargés de la finalisation des dessins avant leur reproduction.
La plupart de ces dessinateurs publicitaires maîtrisaient plusieurs spécialités à la fois, comme les affichistes par exemple. Aujourd'hui, le graphiste a remplacé le dessinateur publicitaire au sein des agences ; il travaille de surcroît à la mise en page de magazines et à la maquette de journaux. L'artiste solitaire du début du siècle a désormais intégré une équipe qui constitue un des maillons de la chaîne de l'industrie de la communication.
Jusqu'à la fin du XIXe siècle, les arts graphiques étaient essentiellement imprimés en noir et blanc et sur papier. Les proportions et les dimensions de l'arrière-plan, sa couleur et sa texture, font désormais intégralement partie du graphisme. Le papier est le support le plus répandu. Les supports comme l'affiche, la brochure, le cahier, le magazine et le livre constituent les structures physiques sur lesquelles le concepteur graphique peut disposer ses informations.
En Occident, les graphistes ont hérité de l'alphabet latin dont la forme a peu changé au cours des siècles. À l'origine, les caractères d'imprimerie imitaient les lettres dessinées par les scribes puis ils ont évolué en s'inspirant de la géométrie des inscriptions romaines. Des variantes de ces caractères se sont développées entre le XVe et le XXe siècle, et continuent d'exister au XXIe sous forme numérique. Le dessin des caractères de typographie a toujours été source de débats et, selon les époques, typographes et graphistes ont subi de nombreuses pressions exercées par les modes successives et les progrès techniques.
En France, graphiste était classé parmi les métiers de l'artisanat d'art. Le titre professionnel de graphiste est reconnu au RNCP depuis le 7 août 2024. Le graphiste, s'il est un auteur d'œuvres originales, peut cotiser ses revenus (honoraires de création et droits d'auteur) à la Sécurité Sociale des Artistes Auteurs (2S2A), bénéficiant ainsi du régime général de la sécurité sociale.

## Travail du graphiste
Le graphiste a trois fonctions essentielles. Son premier rôle est d'« identifier », de dire ce qu'est une chose ou d'indiquer sa provenance (enseigne d'auberge, bannière et bouclier, marque de maçon, symbole d'éditeurs et d'imprimeurs, logo d'entreprise, étiquette d'emballage).
Sa deuxième fonction, qui recouvre ce que les spécialistes nomment le « graphisme informatif », est d'« informer » et d'« instruire », en indiquant la relation entre plusieurs choses en termes de direction, de position ou d'échelle (carte, diagramme, panneaux indicateurs).
Enfin, son troisième rôle, très différent des deux autres, est de « présenter » et de « promouvoir » (affiches, publicités) dans le but de capter l'attention et d'imposer un message.
De nos jours, le design graphique fait partie de la culture et de l'économie des pays industrialisés. Sous l'influence des pressions commerciales et des techniques de pointe, de nouvelles formes graphiques voient le jour, mais les graphistes continuent d'emprunter au passé ; la révolution électronique permet de stocker des images, pour les réutiliser, en les manipulant et en les assemblant selon une esthétique contemporaine. Le graphisme constitue une forme de langage dont la grammaire serait indéfinie et le vocabulaire sans cesse croissant.

## Le graphisme d'information
Le graphisme d'information, au sens le plus large, consiste en la sélection, l’organisation et la présentation d'une information destinée à un public particulier. L'information peut être délivrée sur des types de documents très divers : carte météo, indicateur horaire de vols, tableaux de données statistiques… La quantité d'informations contenues dans ceux-ci est parfois particulièrement importante, comme dans une carte routière, et l'utilisateur en extrait alors seulement ce dont il a besoin pour un usage précis. Le graphiste d'information en tant que discipline a pour objectif premier de communiquer des informations avec efficacité. L'information donnée doit demeurer exacte, et sa présentation ne doit pas la déformer — c'est la responsabilité même du graphiste qui est engagée sur ce point.
Contrairement au graphisme publicitaire et marketing dont le but la plupart du temps est d'inciter l'utilisateur à faire telle ou telle chose, le graphisme d'information s'emploie à présenter toutes les données objectives nécessaires à une prise de décision. Les graphistes spécialisés dans la présentation d'information ont été décrits comme des « transformateurs » (qu'il s'agisse de données brutes, d'un ensemble d'actions ou bien encore d'un processus) en présentation visuelle qu'un public donné pourra facilement comprendre.

## Méthode
Les lignes d'un diagramme ne représentent pas un objet dans l'espace mais ont pour but de transcrire les relations et les liens à l'intérieur d'un système. Par l'emploi symbolique qu'il fait des couleurs, utilisées comme moyen d'identification, le plan du métro de Londres en est un parfait exemple.
Dans les années 1920 et 1930, Otto Neurath élabora la méthode viennoise, dite « Isotype » (International System of Typographic Pictorial Education), qui consiste en un ensemble convenu de signes et de règles pour leurs utilisations.
La règle de base de l'Isotype était que la représentation d'un nombre important d'éléments devait se faire par de nombreux signes (et non par un seul signe de grande taille). Différentes équipes étaient chargées de rassembler des données, de les organiser, de dessiner des symboles, et de choisir leur taille définitive et leur emplacement puis finaliser les dessins en vue de leur impression et de leur exposition.

## Image/langage: les outils du graphiste
Au cours de l'histoire, la représentation visuelle (et donc, le graphisme) est indissociable de la formation du langage et de l'apparition de l'écriture, de l'invention des systèmes de mesure, de la constitution des religions, des identités collectives.
Le graphisme est lié à la constitution de la communauté humaine et de leur système symbolique, lié à l'évolution des techniques et des modes de représentation. Les arts graphiques permettent de signifier les mesures (arpentage, monnaie…), la foi (objet de culte, rituels funéraires), les commandements du pouvoir et la transmission des savoirs (fresques, emblème, écriture…).
On peut dire que le graphisme est toujours en rapport avec le langage, d'abord parce qu'il consiste souvent à agencer des images et du texte, ensuite parce qu'il doit toujours dire quelque chose ; pour ce faire, il utilise d'ailleurs des techniques qui sont celles de la rhétorique : la connotation, la métaphore, la métonymie… en jouant des juxtapositions d'images (association d'idées), du cadrage, des ambiances, de l'expressivité des couleurs et des conventions de lecture (de décryptage).

### La typographie
Elle est au cœur du graphisme. L'agencement des caractères et leur dessin sont rapidement devenus des paramètres essentiels pour optimiser le temps de réalisation d'un document, la surface disponible et la lisibilité.
Mettre en page, ou formuler un discours : une grande part du travail du graphiste consiste à mettre en page (ordonner) du texte. D'où l'existence de nombreuses règles de composition qui tiennent compte autant de l'orthographe que de la syntaxe ou de la lisibilité (orthotypographie). Ses règles régissent les accents, la ponctuation, la césure des mots, les espaces entre les signes, les mots et les lignes et la séparation des textes en paragraphes. Souvent issues des contraintes techniques de l'imprimerie, ces règles sont devenues des conventions culturelles qui évoluent et dont le graphiste doit tenir compte.
Tout texte a une structure : titre, sous-titre, note, différents statuts d'énoncés qui sont parfois composés de caractères différents et de taille variable.
« Le caractère a aussi une image » qui peut exprimer un ton particulier par sa forme, sa densité, d'où l'existence de nombreuses familles de caractères, dont celles dites « fantaisie », généralement réservées au titrage, aux affiches, aux enseignes.
« La démocratisation de la typographie » : pendant près de 500 ans, la création de caractères a été l'affaire d'un nombre restreint de spécialistes, et entraîné une mise en œuvre complexe (dessin à la main en leur demandant une certaine virtuosité, puis gravure manuelle précise). Quant aux règles de composition typographique, elles nécessitaient un apprentissage laborieux et une longue pratique. Ce n'est qu'avec l'avènement de la PAO (au début des années 1980) que l'accès à la création de caractères et à leur manipulation fut — relativement — plus aisé.

### Vocabulaire
- Caractère : signe typographique (ponctuation, ornement, chiffre, lettre).
- Corps : mesure exprimée en points et associée à la hauteur de la lettre.
- Dénotation et connotation.
- Fonte : la fonte définit un caractère dans un style donné.
- Graisse : épaisseur des traits d'un caractère.
- Police : ensemble des fontes d'un même caractère.
- Publication assistée par ordinateur (PAO) : publication assistée par ordinateur.

## La diffusion et la reproduction de son travail
Qu'il s'agisse des techniques d'impression ou de la transformation des supports, la transmission des informations et l'évolution du graphisme sont étroitement liées au progrès technique.

### Les techniques de reproduction
La généralisation de la lecture et de l'écriture et la propagation des images ont progressé au fur et à mesure que l'on est passé de la reproduction manuelle (copies et enluminures) aux techniques de reproductions mécaniques (gravure, tampon, typographie, caractères mobiles, lithographie, offset et sérigraphie…).
Les caractéristiques des métiers du graphisme sont aujourd'hui : l'évolution rapide des technologies de la communication, l'intégration du multimédia (texte, image, son, mouvement, interactivité…) et la forte pression incessante d'images. Les limites mêmes de l'imprimerie sont repoussées avec le numérique, qui permet une plus grande souplesse d'utilisation : délais plus courts, petits tirages, impression à la demande et réimpression, éventuellement modification d'un document déjà édité, prix accessible.

### Évolution des principaux procédés d'impression
- IIe siècle : les Chinois inventent le papier à base de fibres de lin, de chanvre, ou du mûrier.
- Du IVe au Xe siècle : les Chinois sont les premiers à utiliser la xylographie, technique de la gravure sur bois.
- XVe siècle : invention de la typographie par Gutenberg, invention des caractères mobiles fondus en plomb, donc réutilisables ; c'est à partir de cette époque que va naître une véritable industrie du livre.
- XIXe siècle : mécanisation de la composition des caractères mobiles.
- 1876-1904 : invention de l'offset, basé sur le principe de la lithographie. La copie d'un sujet est exécutée sur un support photosensible ; une fois développée, la plaque est calée sur la presse, elle s'imprime sur un élément de transfert, le blanchet, qui décalque à son tour l'image sur la feuille de papier.
- XIXe siècle : invention de la sérigraphie : une toile de soie très fine est tendue sur un cadre qui laisse passer l'encre. Une fois l'écran prêt, on applique celui-ci sur la surface à imprimer, et avec une raclette en caoutchouc, on force l'encre préalablement appliquée à l'intérieur du cadre à passer à travers les mailles de la toile qui sont préalablement débouchées.
- 1949-1970 : invention de la photocomposition.
- 1938-2004 : de la photocopie à l'impression numérique. Le principe de la chaîne numérique est de passer directement de l'ordinateur à l'impression, se débarrassant de toutes les phases intermédiaires.

## Formation

### En France
Jusqu'à 2018, le Brevet de technicien supérieur (BTS) Design graphique (Ancien BTS Communication visuelle) formait les étudiants au métier de graphiste. Aujourd'hui, le BTS a été remplacé pas le DNMADe (Diplôme National des Métiers d'Art et du Design) mention Graphisme. Cette formation en 3 ans s'effectue en lycée (tout en dépendant de l'université). Elle assure un fonctionnement par crédits, et représente l'équivalent d'une Licence (Bac+3). Il est donc possible après un DNMADe de poursuivre ses études vers un Master en université sans recourir à une année préparatoire.
En formation pré-Bac il est possible de suivre un Bac Pro Artisanat et Métiers d'Art option Communication visuelle (anciennement Communication graphique).
Il existe également de nombreuses écoles d'art qui délivrent le DNAP (diplôme national en arts plastiques) spécialité graphisme, ainsi que le DNSEP (diplôme national supérieur en études plastiques) spécialité graphisme (ou un master). Ces diplômes se préparent respectivement en 3 et 5 ans. Il existe de nombreuses écoles, qu'elles soient publiques ou privées, ou encore des écoles de formation à distance délivrant des certificats avec les mêmes durées de préparation. Il y a également le BTS ERPC qui lui est plus centré sur la gestion de projet mais toujours en lien avec le graphisme.

### En Suisse
En Suisse, la formation de graphiste s'acquiert par l'intermédiaire d'une formation professionnelle initiale (un Certificat Fédéral de Capacité) de 4 ans, soit dans une école d'arts appliqués, soit en double (école et entreprise), ou, avec l'obtention d'une maturité fédérale, dans une Haute École d'art (HES) qui donne accès à un bachelor.

En Madagascar
En Madagascar, l' Ecole de Management et d'Innovation Technologique (EMIT) à l'Université de Fianarantsoa enseigne les étudiants qui pourraient devenir un expert en infographiste comme la photographie, vidéogravie, cinématographie, graphiste designer, designer web, etc. Dans le mantion Rélations Publiques et Multimedia, parcours Multimédia et Communication. Une formation professionnelle agrée par l'Etat, pour obtenir le diplôme de licence ( BACC +3) et diplôme de Master (BACC +5).